# Mãe Pulquéria
Pulquéria Maria da Conceição Nazaré, conhecida como Mãe Pulquéria (1840 – 1918), foi uma religiosa brasileira, sendo a segunda ialorixá do Terreiro do Gantois.

## Biografia
Sucessora de Maria Júlia da Conceição Nazaré, como não teve filhos, o cargo foi transmitido em 1918 para sua sobrinha, Maria da Glória Nazareth a mãe carnal de Mãe Menininha do Gantois.
Sua mãe, Maria Júlia, moradora da antiga rua da Assembleia, no atual Centro Histórico de Salvador, pertencia ao Candomblé da Barroquinha (depois transferido para o Engenho Velho com o nome de Ilé Iá Nassô Ocá) e, tendo sido preterida na sucessão da casa, resolvera fundar sua própria, onde hoje fica a Federação, em terreno alugado por seu pai, Francisco. Era o terreiro do Gantois - nome derivado da família belga de traficantes de escravos que era dona do local.
Pulquéria assumiu o Gantois no ano de 1910, ampliando os trabalhos iniciados pela mãe. Frequentavam o Gantois, neste período, o célebre médico-legista e etnólogo Nina Rodrigues e o etnólogo e historiador da arte Manuel Querino, ambos ogãs. Além deles, Pulquéria conseguiu ampliar os trabalhos e dar grande notoriedade ao Gantois, tendo mais tarde registrado o jornal O Estado da Bahia, depoimento de Severiano Manoel de Abreu (o Jubiabá do romance de Jorge Amado) que "Pulcheria, Nana e Nicácio tiveram as suas roças frequentadas por destacadas figuras sociais da cidade, políticos eminentes, secretários de governos passados, etc., durante os dias de festa, rodeando as camarinhas onde as filhas de “Xangô”, “Oxalá” e “Oxóssi” faziam o seu noviciado com filhas de santo, trajando de branco e de cabeça rapada"
Segundo ainda o mesmo jornal, no Gantois o "terreiro da Pulquéria" continuou, mesmo após sua morte, a ter este nome como reconhecimento junto ao grande público. Assim foi que, a 26 de maio de 1937, publicou O Estado da Bahia, a seguinte nota:
Um novo “terreiro” no Gantois
Será lançada manhã, às cinco horas da tarde, a pedra fundamental do novo “terreiro” do Gantois, ampliando a construção antiga.
Fará essa festa, os “Ogãs” e as pessoas gradas do candomblé estão convidando todos os seus amigos.
Depois dessa cerimônia, começará a festa no velho “terreiro” da Pulcheria, pela noite a dentro. (grifamos)

## Leituras adicionais
- Silveira, Renato da, Candomblé da Barroquinha, Editora: Maianga ISBN 8588543419